# Jan Melič
Jan Melič, psáno též Johann Melitsch (7. května 1763 v Praze – 28. února 1837 ve Vídni) byl český lékař, porodník a sociální reformátor, profesor praktického porodnictví na lékařské fakultě Karlo-Ferdinandovy univerzity a primář pražské Všeobecné nemocnice. Od roku 1787 vedl "Privat-Entbindungsanstalt", ambulantní soukromou porodnici (později rozšířenou na ambulantní nemocnici pro chudé), již na vlastní náklady založil (zanikla pro nedostatek financí roku 1803). Zabýval se také demografickou analýzou a v roce 1790 publikoval první úmrtnostní tabulky na území Čech. Vymyslel také systém zdravotního pojištění pro méně majetné občany. Pro neshody s profesorským sborem lékařské fakulty i s dalšími zdravotnickými autoritami odešel kolem roku 1806 do Vídně.